# Pardysówka Duża
Pardysówka Duża – część  miasta Józefowa w Polsce, położona w województwie lubelskim, w powiecie biłgorajskim, w gminie Józefów.

## Historia
1 stycznia 1988 Pardysówkę Dużą (151,35 ha) włączono do Józefowa, w związku z odzyskaniem przez niego statusu miasta.